# تيريزا رويز
تيريزا رويز هي ممثلة مكسيكية ولُدت في 21 ديسمبر 1988.

## روابط خارجية
- تيريزا رويز على موقع IMDb (الإنجليزية)
- تيريزا رويز على موقع ألو سيني (الفرنسية)
- تيريزا رويز على موقع أول موفي (الإنجليزية)
- تيريزا رويز على موقع قاعدة بيانات الفيلم (الإنجليزية)